# Смехново
Смехново — опустевшая деревня в Солецком районе Новгородской области.

## География
Находится в западной части Новгородской области на расстоянии приблизительно 10 км на восток по прямой от районного центра города Сольцы.

## История
В 1909 году здесь (деревня Старорусского уезда Новгородской губернии) было учтено 10 дворов. До 2020 года входила в состав Выбитского сельского поселения.

## Население
Численность населения: 57 человек (1909 год), 0 как в 2002 году, так и в 2010.